# 명도 (전한)
명도(冥都, ? ~ ?)는 전한 후기의 유학자로, 태산군 사람이다.

## 생애
당계혜·안안락을 사사하였고, 승상사(丞相史)를 지냈다.

## 출전
- 반고, 《한서》 권88 유림전